# Erb
Erb (Er, łac. erbium) – pierwiastek chemiczny, lantanowiec.
Jest to jeden z czterech pierwiastków, których nazwy zostały utworzone od szwedzkiej miejscowości Ytterby (są to: erb, itr, iterb, terb). Pierwiastek został odkryty w 1843 przez Carla Mosandera.

## Występowanie
Erb występuje w skorupie ziemskiej w ilości 2,8 ppm (wagowo), w postaci 6 trwałych izotopów (znanych jest ponad 30 izotopów). Najważniejszymi minerałami erbu są:
- monacyt (Ce,La,Th,Nd,Y,Pr,Er)PO4 – tzw. piasek monacytowy;
- bastnazyt (Ce,La,Nd,Y,Pr,Er)CO3F (dużo rzadszy).

## Zastosowanie
Erb stosowany jest w telekomunikacji we wzmacniaczach sygnału światłowodowego, tzw. EDFA (ang. erbium-doped fiber amplifier). Wykorzystuje się tu jego zdolność do luminescencji z emisją światła o długości fali 1,55 μm, która jest wykorzystywana w światłowodach, gdyż przy tej długości fali występują najmniejsze straty transmisji we włóknach ze szkła krzemionkowego. Wykorzystywany jest także jako dodatek stopowy do wanadu, gdyż obniża jego twardość i ułatwia obróbkę. Tlenek erbu(III) ma intensywny różowy kolor i używany jest do barwienia szkła i szkliw do porcelany oraz do barwienia cyrkonii.